# Kotîkivka, Horodenka
Kotîkivka (în ucraineană Котиківка) este o comună în raionul Horodenka, regiunea Ivano-Frankivsk, Ucraina, formată numai din satul de reședință.

## Demografie
Componența lingvistică a comunei Kotîkivka
     Ucraineană (99,39%)
     Alte limbi (0,35%)
Conform recensământului din 2001, majoritatea populației comunei Kotîkivka era vorbitoare de ucraineană (99,39%), existând în minoritate și vorbitori de alte limbi.